# Wulfram de Sens
Pour les articles homonymes, voir Sens.
Wulfram de Sens ou Wulfram de Fontenelle ou Saint Wulfran (ou Vulfran, Vulphran, Vuilfran, Wolfran, Wulfrann, Wulfram, en latin : Wulframnus), né vers 640 à Maurilly, et mort à l'abbaye de Saint-Wandrille de Fontenelle près de Rouen en 703, 720 ou 740,, fut l'un des premiers à évangéliser la Frise.
Il est fêté le 20 mars.

## Biographie
Fils de Nutbert, officier de l'armée de Dagobert Ier puis Clovis II, Wulfram naît à Maurilly, maintenant Milly-la-Forêt. Il fait ses études à la cour de Clovis en montrant un don pour l'apprentissage académique. Puis il choisit de rentrer dans les ordres sacrés semblant privilégier le calme, la réflexion et le recueillement, mais il est appelé aussi à travailler pour la cour.
Reconnu pour ses qualités, il est nommé archevêque de Sens vers 690 (la plus ancienne date suggère 683), mais il ne gouverne son diocèse qu'à peu près six ans, confiant alors le soin de l'évêché à Géry (ou Geric). il revient ensuite à l'abbaye Saint-Wandrille pour vivre en simple religieux, tout en se consacrant à la conversion de la Frise où il se rend avec quelques moines columbaniens (qui suivent la règle de saint Colomban). Il y convertit de nombreuses personnes, dont le fils du roi Radbod, et met fin à des pratiques sacrificielles déshumanisantes. Par la suite, il y retourne plusieurs fois.
Il vieillit plus tranquillement à Saint-Wandrille pour finir ses jours a priori un 20 mars, selon la tradition vers 703, ou en 720 selon Mabillon, ou bien encore 740 selon la chronique d'Odilon.
Il lègue la terre de Maurilly à l'abbaye Saint-Wandrille de Fontenelle.

## Reliques
Il est d'abord inhumé dans la chapelle Saint-Paul de l'abbaye. En 1058, il est déplacé en grande pompe dans l'église principale de Saint-Wandrille.
Au début du XIIe siècle, sa dépouille est translatée à l'église Notre-Dame d'Abbeville dont la dédication lui est attribuée à cette occasion (l'église devient collégiale Saint-Vulfran). Cette translation à Abbeville est commémorée le 15 octobre. 
La ville a pu conserver ses reliques après la Révolution française.
Il est également question d'une translation à Rouen en 1062.
Aux mêmes époques, un de ses bras est convoyé comme relique à l'abbaye de Crowland dans le Lincolnshire, peut-être à la demande de l'abbé Ingulph († 1109), précédemment moine à Saint-Wandrille.
En 1641, l'église de Sens reçoit quelques vertèbres.
Sa vie est écrite onze ans après sa mort par le moine Jonas de Fontenelle.
Saint Wulfram est principalement représenté baptisant soit un roi, soit le fils du roi Radbod.
Il est commémoré le 20 mars selon le Martyrologe romain.

## Cantique

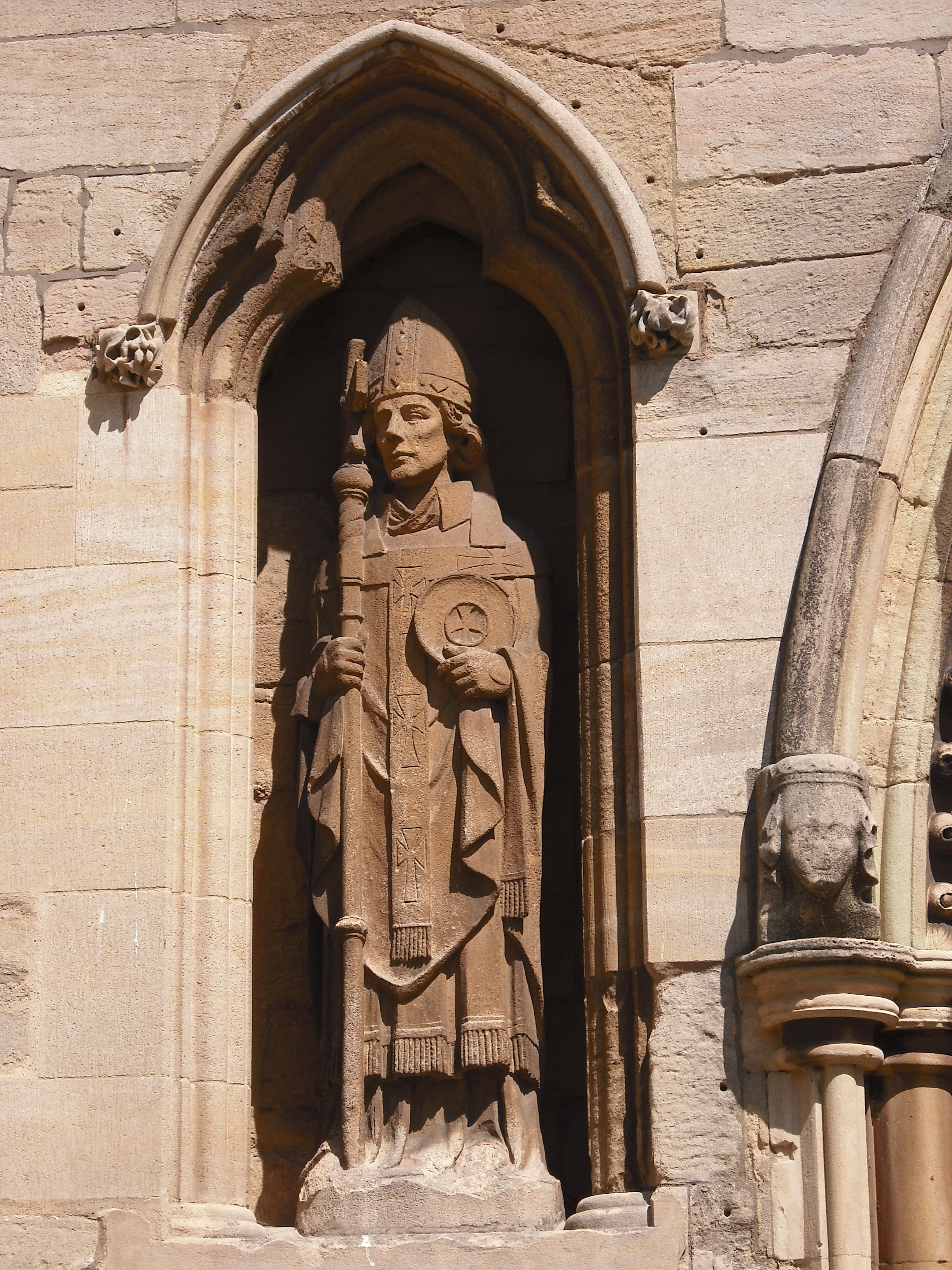
Statue de saint Wulfran (église de Grantham, Lincolnshire).

To the ship's bow he ascended,
By his choristers attended,
Round him were the tapers lighted,
And the sacred incense rose.
On the bow stood Bishop Sigurd,
In his robes as one transfigured,
And the Crucifix he planted 
The Saga of King Olaf de Longfellow

## Lieux consacrés
- Église à Grantham (Lincolnshire, Angleterre),
- Église à Ovingdean (Sussex, Angleterre),
- Église à Abbeville (Somme, France),
- Église à Butot (Seine-Maritime, France).
- Croix de Saint Wulfran à Villemaréchal (Seine-et-Marne, France) où il est encore fêté annuellement.
- Fontaine à son nom dans les bois de Courtmoulin (Eure, France), lieu de dévotion pour les maladies de la peau et des yeux, régulièrement ornée d'ex-voto, recensée à l'inventaire général du patrimoine culturel.